# Tempo Tallinn
El Tempo Tallinn fue un equipo de fútbol de Estonia que jugó en la Liga Soviética de Estonia, la primera división de la RSS de Estonia.

## Historia
Fue fundado en el año 1962 en la capital Tallinn debutando en la Liga Soviética de Estonia en ese año en el que termina en sexto lugar y llega a la final de la Copa Soviética de Estonia donde pierde 1-2 ante el FC Norma Tallinn.
Un año después se convierte en campeón nacional por primera vez, pasando a ser uno de los equipos más estables de la Liga Soviética de Estonia, donde ganó tres títulos más de liga entre los años 1970 y años 1980, además de ganar la Copa Soviética de Estonia por primera vez en el año 1984 en penales.
El club participó por 30 temporadas en la Liga Soviética de Estonia hasta la desaparición de la liga en 1991 luego de la disolución de la Unión Soviética y la independencia de Estonia.
En 1992 fue uno de los equipos fundadores de la Esiliiga, la segunda división nacional, desapareciendo al año siguiente.

## Palmarés
- Liga Soviética de Estonia: 4

1963, 1971, 1982, 1987
- Copa Soviética de Estonia: 1

1984